# Mîronivka, Prîazovske
Mîronivka (în ucraineană Миронівка) este un sat în comuna Stepanivka Perșa din raionul Prîazovske, regiunea Zaporijjea, Ucraina.

## Demografie
Componența lingvistică a localității Mîronivka
     Rusă (67,21%)
     Ucraineană (32,79%)
Conform recensământului din 2001, majoritatea populației localității Mîronivka era vorbitoare de rusă (67,21%), existând în minoritate și vorbitori de ucraineană (32,79%).